# Skaneateles Creek
Skaneateles Creek – rzeka w Stanach Zjednoczonych, w stanie Nowy Jork, w regionie Finger Lakes. Długość rzeki wynosi ok. 26 km (10 mil), powierzchnia zlewni nie została określona. Skaneateles Creek zaczyna swój bieg w jeziorze Skaneateles, w miejscowości Skaneateles, a kończy w rzece Seneca, ok. 5 km na północny zachód od miejscowości Jordan.
Przy rzece biegnie część szlaku turystycznego Charlie Major Nature Trail.
W rzece żyją m.in. łososie szlachetne czy pstrągi tęczowe.